# Autovlak (silniční konvoj)
Autovlak  je v silniční dopravě jeden z českých názvů pro konvoj silničních vozidel, v němž řízení připojených automobilů je plně automatizováno v závislosti na manuálním řízení vedoucího vozidla. Tento systém je ve fázi vývoje a experimentů. Účel je shodný jako u dálkových železničních autovlaků, tj. umožnit řidičům automobilů během dlouhých cest odpočívat a předejít ohrožení provozu nadměrnou dobou řízení. Předchůdcem tohoto systému jsou adaptivní tempomaty, které řídí rychlost vozidla podle rychlosti vozidel před ním; nový systém k tomu přidává i směrové vedení vozidla. Automobilka Mercedes představila podobný systém už kolem roku 2006, projekt SARTRE s účastí firmy Volvo na něm pracuje od roku 2009.

## SARTRE
Ve Španělsku se mají koncem roku 2012 objevit první takzvané silniční autovlaky v rámci projektu SARTRE (Safe Road Trains for the Environment), který je připravován s účastí automobilky Volvo a s podporou Evropské unie od roku 2009.
Jde o speciální konvoje vedené kamionem nebo autobusem, kde řidiči osobních automobilů nemusejí řídit, ale řízení je plně automatické. Navigační systém automobilu sám elektronicky komunikuje s řídicím strojem a s předcházejícím a následujícím vozem. Řízení vedoucího vozu je bezdrátově přenášeno do dalších vozů, které ho s příslušnou prodlevou kopírují a zároveň udržují bezpečnou vzdálenost mezi vozidly. Cílem je umožnit řidiči odpočinek během jízdy, dalšími efekty má být snížení spotřeby paliva plynulou jízdou a zvýšení bezpečnosti provozu tím, že řidič vedoucího vozu je zkušený a proškolený. Během jízdy je možno se z konvoje odpojit nebo se k němu připojit.
Autoři předpokládají, že by v budoucnu jezdila síť autovlaků podle pevných jízdních řádů a že navigační systém automobilu by řidiči navrhl vhodný autovlak, ke kterému je možné se připojit.
Dosud bylo dosaženo úspěšné vedení až 4 automobilů rychlostí do 90 km/h, v následujících měsících chtějí autoři obě tyto hodnoty zvýšit.  Nedořešeny zůstávají právní otázky, například kdo bude za řízení takto vedeného vozu odpovědný – předpokládá se, že výrobci systémů autonomního řízení vozů nebudou chtít tuto odpovědnost nést.